# Захисників України (станція метро)
«Захисникі́в Украї́ни» (до 17 травня 2016 року — «Площа Повстання») — 23-тя станція Харківського метрополітену на Олексіївській лінії між станціями «Метробудівників» та «Архітектора Бекетова».

## Історія

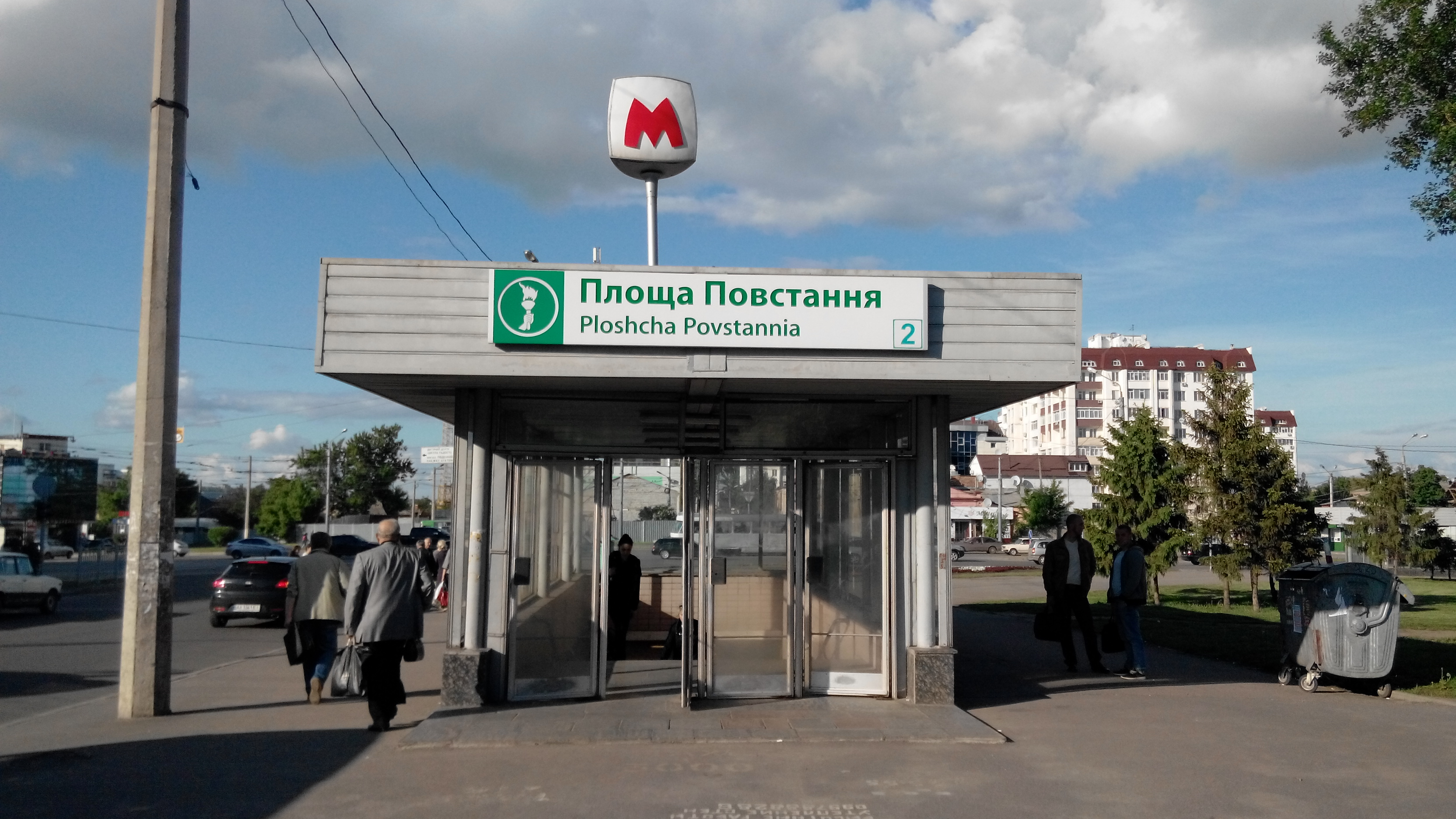
Вихід № 2 зі станції на майдан Захисників України

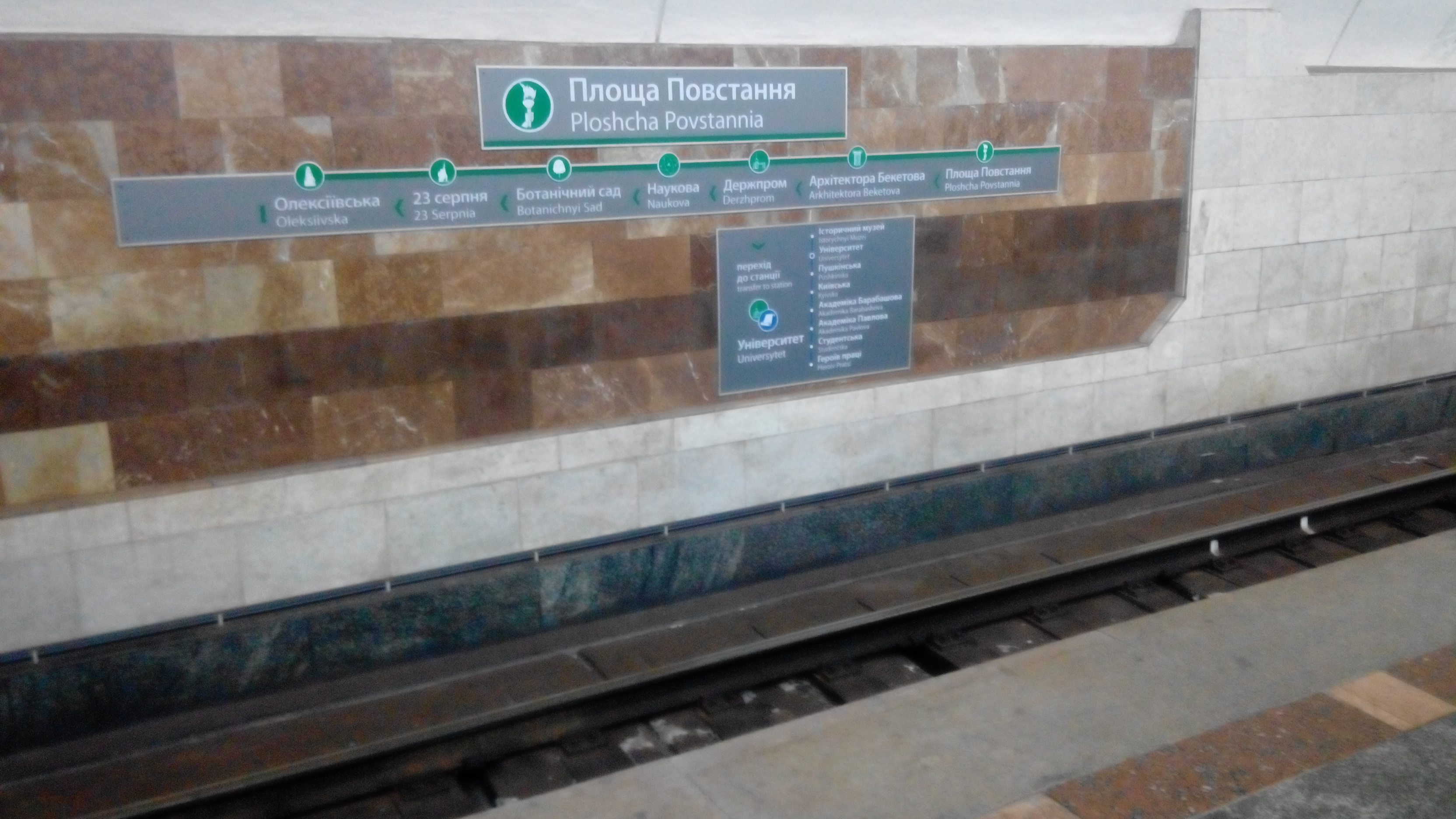
Вигляд оздоблення стіни станції та схеми Олексіївської лінії (до 17 травня 2016 року)

Станція відкрита 6 травня 1995 року.
17 травня 2016 року, під час четвертої фази декомунізації, рішенням Харківської обласної державної адміністрації станція метро «Площа Повстання» перейменована на «Захисників України».

## Технічна характеристика
Односклепінна, мілкого закладення з острівною прямою платформою. Складається із збірних залізобетонних елементів склепіння та монолітного залізобетонного лотка із зворотним склепінням.

## Колійний розвиток
Станція без колійного розвитку.

## Оздоблення
Стіни пасажирських залів оздоблені білим і сірим мармуром, стіни переходів — керамічною плиткою рожевих відтінків. Підлога вестибюлів і платформи виконані з полірованих плит граніту, підлога переходів — мозаїчні.
Платформа розділена на рівні частини оригінальними інформаційними покажчиками, що нависають над коліями. У нижній частині покажчиків розміщені смальтові декоративні кольорові композиції.

## Вихід у місто
Станція розташована під майданом Захисників України. Вестибюлі станції мають двосторонні виходи через пішохідні переходи на майдан Захисників України та проспект Героїв Харкова. Касові зали вестибюлів з'єднані з платформою сходовими маршами 6 м завдовжки
Поруч зі станцією розташовуються універмаг «Харків», Кінний ринок, БК ХЕМЗ, кінотеатр «Перемога», чинна тролейбусна кінцева «БК ХЕМЗ» (маршрут № 13 до Нових будинків) і закрита тролейбусна кінцева «Універмаг „Харків“».